# Franca Florio, regina di Palermo
Franca Florio, regina di Palermo è un balletto narrativo in due atti, con musica di Lorenzo Ferrero e coreografia e regìa di Luciano Cannito. È stato commissionato dal Teatro Massimo di Palermo, dove è stato eseguito per la prima volta il 22 novembre del 2007 con Carla Fracci nel ruolo della protagonista, e poi ripreso nel giugno 2010.
La storia,  ambientata in Sicilia, è basata sulla vita di Franca Jacona Notarbartolo di San Giuliano (1873-1950), una celebre aristocratica siciliana la cui bellezza ha ispirato artisti, musicisti e poeti durante la Belle Époque, che ricorda gli eventi principali della sua vita dal ritiro sull'isola di Favignana. Il suo passato viene esplorato in ordine cronologico, attraverso l'uso costante del flashback. La sua storia, e quella del marito, disseminata di successi mondani, ma anche di tragici eventi, è in parte la metafora del mancato sviluppo industriale della Sicilia all'inizio del Novecento.

## Personaggi
Il balletto impiega un ampio corps de ballet e i ruoli principali, solistici e minori sono numerosi.
La famiglia Florio: Franca Florio; Ignazio Florio, junior; Giovanna Florio, loro figlia; la madre di Ignazio.
Gli ospiti dei Florio: Guglielmo II, Kaiser tedesco; la Kaiserin Augusta Victoria; re Edoardo VII di Inghilterra; la regina Alexandra; un principe russo; una principessa russa.
Altri personaggi: Vera Arrivabene; Giovanni Boldini; Colombina; la madre, il padre, e i cugini di Franca. Aristocratici stranieri, prete, cameriere, maggiordomo, servitori, pescatori, bambini, croupiers, uomini e donne al Casinò.

## Sinossi e struttura
Elenco degli atti e dei numeri musicali, con la loro sinossi:
| Numero  | Sinossi |        |        |
| Atto I  | Atto I | Atto I | Atto I |
| ------- | --- | ------ | ------ |
| 1       | Sulla spiaggia di Favignana una anziana donna sola si lascia andare alle sue memorie. |        |        |
| 2       | La giovane Franca, nella casa dei genitori a Palermo, si prepara per una passeggiata in città, accompagnata dagli inseparabili cugini. |        |        |
| 3       | Assististo dai suoi collaboratori, Ignazio lavora attivamente nel suo ufficio finché decide di prendersi una breve pausa. |        |        |
| 4       | Franca passeggia lungo la Marina di Palermo, ammirata da tutti. Le passa accanto Ignazio, che è in compagnia della sua amica, Vera Arrivabene. |        |        |
| 5       | Gli sguardi di Franca e Ignazio si incrociano; il desiderio di Ignazio di fare la conoscenza di Franca mette Vera in grande imbarazzo. |        |        |
| 6       | Ignazio bacia la mano di Franca e fra i due è amore a prima vista. Vera, lasciata da parte, è offesa e amareggiata. |        |        |
| 7       | Sembra che il mondo si fermi intorno a loro, ma l'arrivo dei genitori di lei li costringe a separarsi. |        |        |
| 8       | A Favignana, Franca rilegge una vecchia lettera di Ignazio ed è profondamente commossa. |        |        |
| 9       | Ignazio trascura il suo lavoro e manda continuamente biglietti a Franca. La famiglia di lei non gradisce la relazione della figlia con un borghese, per quanto ricco.                                                                               |        |        |
| 10      | Franca e Ignazio si sposano a Livorno e ritornano a Palermo dopo la cerimonia. |        |        |
| 11      | A Palermo si tiene un grande ricevimento per festeggiare il matrimonio. L'intrattenimento è disturbato da Vera, che provoca un diverbio con Franca.                                                                                                 |        |        |
| 12      | Gli ospiti si allontanano. Un lungo pas de deux precede la prima notte di nozze. |        |        |
| Atto II | |        |        |
| 1       | A Favignana, Franca vive coi suoi ricordi, circondata dall'affetto dei pescatori locali. |        |        |
| 2       | Alcuni anni dopo il matrimonio Franca e Ignazio sono sempre felici e diventano il punto di riferimento della vita dell'alta società. Insieme, partecipano al varo dell'Aegusa, uno yacht di lusso che lui le offre in dono.                         |        |        |
| 3       | Durante l'evento la loro piccola figlia sviene ed è portata a casa immediatamente. La sua salute peggiora e la madre rimane accanto al suo letto fino alla morte.                                                                                   |        |        |
| 4       | Preparativi per l'arrivo del Kaiser. |        |        |
| 5       | Guglielmo II e la consorte imperatrice Augusta Victoria arrivano col loro seguito. Palermo è in festa insieme ai Florio. |        |        |
| 6       | Ricevono anche la visita della famiglia reale inglese e altri notabili. |        |        |
| 7       | Vari principi russi arrivano a Palermo in vacanza dai Florio. |        |        |
| 8       | Un cambiamento interviene nella vita dei coniugi dopo le tragiche morti di Giovanna e del piccolo Ignazio, soprannominato Baby Boy. Franca si ritira nelle sue stanze, e Ignazio, offeso dal rifiuto della moglie, soccombe alla seduzione di Vera. |        |        |
| 9       | Franca e Ignazio presenziano all'inaugurazione del Teatro Massimo. Dietro le quinte Ignazio flirta con una ballerina, mentre Franca elegantemente fa finta di non accorgersene.                                                                     |        |        |
| 10      | Il pittore Boldini fa un ritratto a Franca in pose sempre più osé. Ignazio li sorprende e distrugge il dipinto. Subito si pente e regala alla moglie una splendida collana di perle e ordina al pittore un nuovo ritratto.                          |        |        |
| 11      | Nonostante la fine della passione di Ignazio, Franca aspetta di nuovo un figlio. Lei lo ama ancora e vorrebbe tanto dargli l'erede che desidera. |        |        |
| 12      | A Favignana, Franca rivive gli eventi più drammatici del suo passato. |        |        |
| 13      | Al Casinò di Sanremo Ignazio siede con Vera e corteggia altre donne sotto lo sguardo di Franca, che siede ad un altro tavolo. Ignazio perde tutto. I tempi sono cambiati e i due se ne vanno separatamente.                                         |        |        |
| 14      | Il sole tramonta a Favignana. Franca, fragile e sola, vive sull'isola in un mare di memorie. Come un cimelio di tempi migliori, il ritratto di Boldini del 1924 scende lentamente sul palcoscenico.                                                 |        |        |